# Höfen (Nürnberg)

Lage der Gemarkung 3432 Höfen in Nürnberg

Höfen ([ˈhøːfn̩] ⓘ) ist seit 1899 ein Stadtteil im Westen von Nürnberg. Es ist auch der Name der Gemarkung 3432 und des statistischen Bezirks 63.

## Geographie
Höfen liegt im Westen Nürnbergs und wird im Westen durch die Stadtgrenze mit Fürth und im Osten durch die Ringbahn begrenzt. Nachbarorte sind (dem Uhrzeigersinn folgend und im Norden beginnend) die Stadtteile Leyh, Gaismannshof und Kleinreuth bei Schweinau sowie die Stadt Fürth.

## Geschichte
Die erste Erwähnung von Höfen findet sich in einer Urkunde des römisch-deutschen Königs Rudolf I., in der die Gebrüder Berg (von Altenberg) das Dorf Höfen am 24. April 1282 an den Burggrafen Friedrich III. von Nürnberg verloren. In diesem Zeitraum werden auch erstmals die vier umliegenden Ortschaften Großreuth bei Schweinau, Kleinreuth, Leyh und Geuschmithof (dem heutigen Gaismannshof) erwähnt.
Höfen setzte sich damals aus sieben Besitztümern (bebauten Grundstücken) zusammen, welche alle an der heutigen Weikershoferstraße lagen (Straßendorf).
Als am 10. Juli 1449 Markgraf Albrecht Achilles, dem späteren Kurfürsten von Brandenburg, wegen vorangegangenen Streits mit dem Nürnberger Rat über die Herrschaftsansprüche über den benachbarten Gostenhof nach Nürnberg vorrückte, wurde Höfen zusammen mit den Dörfern Gebersdorf, Groß- und Kleinreuth Schweinau und Sündersbühl niedergebrannt. Auch die folgenden Jahre waren von häufigen Kriegshandlungen, Plünderungen und Hungersnöten geprägt. In den anschließenden friedlicheren Jahren konnten die Bauern die Höfe wieder zu ihrer vormaligen Größe aufbauen.
Im Jahre 1721 wurde aufgrund der gewachsenen Bevölkerung ein Schulhalter in Höfen eingestellt. Da die Gemeinde Höfen noch zu arm war, um sich eine Schule zu bauen, fand der Unterricht in wechselnden Gebäuden statt.
Gegen Ende des 18. Jahrhunderts gab es in Höfen 18 Anwesen. Das Hochgericht übte das brandenburg-ansbachische Oberamt Cadolzburg aus, was aber von der Reichsstadt Nürnberg bestritten wurde. Die Dorf- und Gemeindeherrschaft wurde von den Grundherren im Wechsel übernommen. Grundherren waren das bambergische Dompropsteiamt Fürth (2 Halbhöfe, 1 Wirtshaus); die Reichsstadt Nürnberg: Landesalmosenamt (3 Halbhöfe, 1 Haus), Spitalamt (2 Halbhöfe); die Nürnberger Eigenherren von Ebner (2 Halbhöfe), von Imhoff (1 Hof, 1 Gut), von Peller (2 Halbhöfe) und von Tucher (2 Halbhöfe). Der Gemeinde unterstanden ein Hirtenhaus und ein Feuerhaus.
Von 1797 bis 1808 unterstand der Ort dem Justiz- und Kammeramt Cadolzburg. Im Rahmen des Gemeindeedikts wurde 1808 der Steuerdistrikt Höfen gebildet, zu dem Eberhardshof, Gaismannshof, Leyh, Muggenhof und Weikershof gehörten. Im selben Jahr entstand die Ruralgemeinde Höfen, die deckungsgleich mit dem Steuerdistrikt war. Sie war in Verwaltung und Gerichtsbarkeit dem Landgericht Nürnberg zugeordnet und in der Finanzverwaltung dem Rentamt Fürth. In der freiwilligen Gerichtsbarkeit unterstanden 3 Anwesen bis 1812 und von 1823 bis 1835 dem Patrimonialgericht (PG) Höfen, 1 Anwesen bis 1812 und von 1820 bis 1848 dem PG Lichtenhof und 2 Anwesen bis 1812 und von 1823 bis 1835 dem PG Lohe. Ab 1862 gehörte Höfen zum Bezirksamt Nürnberg. Die Gerichtsbarkeit liegt seit 1879 beim Amtsgericht Nürnberg. Die Finanzverwaltung wurde 1871 vom Rentamt Nürnberg übernommen (1919 in Finanzamt Nürnberg umbenannt). Die Gemeinde hatte 1888 eine Gebietsfläche von 8,539 km².
Nur im Zeitraum zwischen 1810 und 1898 gab es in Höfen eigene Bürgermeister. Die zugehörigen Verwaltungsunterlagen sind durch Brandeinwirkung verloren gegangen. 1826 baute man auf Fürther Gemarkung die Auferstehungskirche, zu der nun die Gemeinde Höfen kirchlich gehörte. Im Jahr 1838 konnte die Gemeinde dann ein eigenes Schulhaus am Dorfrand errichten.
Einen eigenen Friedhof legten sich die Höfener im Jahre 1884 am Dorfrand auf dem höchsten Punkt der eigenen Gemarkung an. Davor wurden die Toten meist auf Fürther Gemarkung beigesetzt.
Am 1. Januar 1899 wurde die politische Gemeinde Höfen nach Nürnberg eingemeindet, der westliche Teil der Gemeinde Höfen mit dem Gemeindeteil Weikershof kam dagegen zu Fürth. 1928 wurde in Leyh die gemeinsame Erlöserkirche fertiggestellt.

### Baudenkmäler
- Diverse Wohnstallhäuser
- Friedhofskapelle
- Ehemaliges Schulhaus
- Ehemaliges Hirtenhaus

### Einwohnerentwicklung
Gemeinde Höfen
| Jahr      | 1818   | 1840   | 1852   | 1855   | 1861   | 1867   | 1871   | 1875   | 1880   | 1885  | 1890   | 1895   |
| Einwohner | 317    | 473    | 492    | 517    | 492    | 705    | 835    | 1084   | 1361   | 1557  | 1752   | 1944   |
| Häuser    | 60     | 65     |        |        |        |        | 100    |        |        | 149   |        |        |
| Quelle    | [ 11 ] | [ 12 ] | [ 13 ] | [ 13 ] | [ 14 ] | [ 13 ] | [ 15 ] | [ 13 ] | [ 13 ] | [ 7 ] | [ 13 ] | [ 13 ] |

Ort Höfen
| Jahr      | 001818 | 001840 | 001861 | 001871 | 001885 | 001900 |
| Einwohner | 115    | 190    | 186    | 224    | 323    | 375    |
| Häuser    | 21     | 24     |        |        | 36     | 39     |
| Quelle    | [ 11 ] | [ 12 ] | [ 14 ] | [ 15 ] | [ 7 ]  | [ 16 ] |

## Religion
Der Ort ist seit der Reformation evangelisch-lutherisch geprägt und war ursprünglich nach St. Michael (Fürth) gepfarrt, aktuell ist die Pfarrei Erlöserkirche (Leyh) zuständig. Die Einwohner römisch-katholischer Konfession sind nach Zu den Heiligen Schutzengeln (Nürnberg) gepfarrt.

## Verkehr
Höfen ist durch die Sigmundstraße, Virnsberger Straße und die Höfener Spange über die Anschlussstelle Nürnberg-Leyh/Höfen sowie die Sigmund- und Rothenburger Straße über die Anschlussstelle Nürnberg-Kleinreuth an die Südwesttangente angeschlossen.
Die Nürnberger Stadtbuslinien 38 und 39 sowie die Fürther Stadtbuslinie 179 tangieren Höfen und binden es an die U-Bahnhöfe Fürth Hauptbahnhof, Maximilianstraße, Gustav-Adolf-Straße und Stadtgrenze an.